# Teddy bear toss

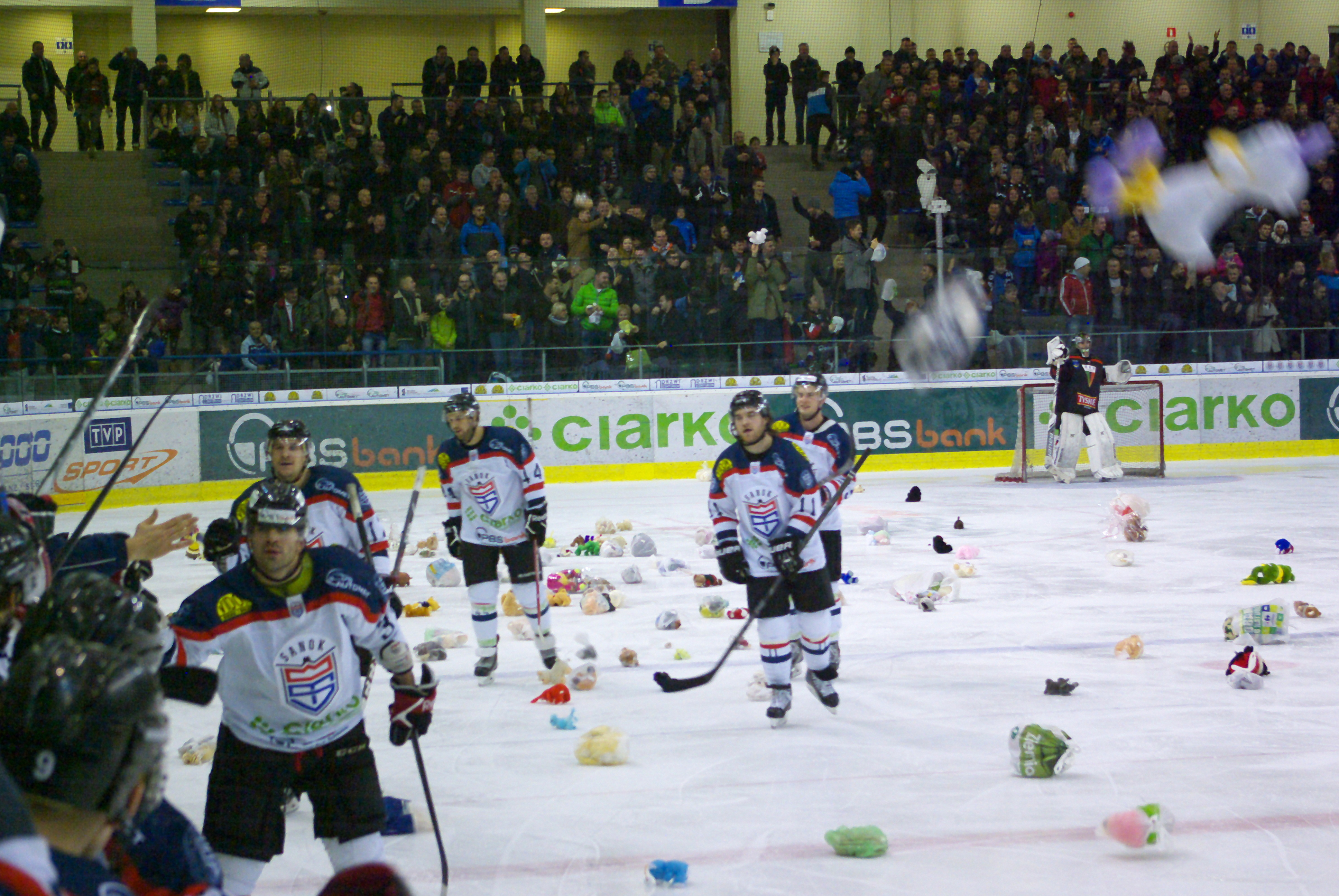
Lancio dei peluche durante una partita di hockey in Polonia

Il Teddy bear toss è una iniziativa di beneficenza, popolare soprattutto nel periodo natalizio, e originaria della tradizione sportiva (soprattutto nell'hockey su ghiaccio) dei paesi nordamericani.

## Descrizione
L'iniziativa consiste nel recarsi ad un evento sportivo con un pupazzo di peluche (in origine un orsacchiotto, da cui il nome "Teddy Bear") e lanciarlo in campo in un momento prestabilito, come il primo gol o il primo canestro della partita. Solitamente i peluche vengono poi raccolti dalla squadra di casa e distribuiti dai giocatori stessi o da rappresentanti della società nei reparti pediatrici degli ospedali della zona.
Il primo Teddy Bear Toss della storia risale al dicembre 1993, quando si tenne per la prima volta ad una partita dei Kamloops Blazers, squadra di hockey delle leghe minori canadesi.
In Italia ha raggiunto la sua popolarità nel 2014, quando la popolare community cestistica "La Giornata Tipo", su idea del telecronista sportivo Mario Castelli, decise di organizzarlo in tutte le partite di Serie A e Serie A2 dei due weekend precedenti il Natale, raccogliendo migliaia di peluche per i bambini ricoverati. Negli anni successive diverse società hanno riproposto questa iniziativa.